# Live at College Station PA
Live at College Station PA (с англ. — «Живая запись на сцене Стейт-Колледжа») — музыкальный альбом Джона Хартфорда, выпущенный в 1995 году под лейблом «Small Dog A-Barkin'».
«Живая» запись альбома произведена в городе Стейт-Колледж, штат Пенсильвания.

## Список композиций
- Gum Tree Canoe
- Gentle On My Mind
- In Tall Buildings
- Wrong Road Again
- Bring Your Clothes Back Home
- Run Little Rabbit
- Lorena
- The Girl I Left Behind Me
- Learning To Smile
- Cacklin' Hen
- I Would Not Be Here
- Boogie
- Old Time River Men
- Piece Of My Heart
- Natchez Whistle
- The Julia Belle Swain
- Skippin' In The Mississippi Dew

## Участники записи
- Джон Хартфорд — банджо, скрипка, гитара, вокал
- Продюсер(ы) — Марк Ховард и Джон Хартфорд
- Инженер — Тим Вендт
- Обработка — Марк Ховард
- Mastered — Дэн Рудин и Марк Ховард
- Фотография — Джим МакГьюри
- Арт-дирекция — Джон Хартфорд и Луанн Прайс